# Chalee Tennison
Chalee Tennison (* 11. April 1969 in Texas) ist eine US-amerikanische Country-Sängerin.

## Anfänge
Chalees Kindheit war von häufigen Wohnortswechseln und ständig neuen Liebschaften ihrer mehrfach geschiedenen Mutter geprägt. Die einzige feste Größe in ihrem Leben war die Großmutter, die in ihr auch das Interesse an der Musik weckte. Mit ihrer Schwester gründete sie ein Duett, mit dreizehn schrieb sie erste Songs.
Sie heiratete sehr früh, doch die Ehe wurde bald nach Geburt einer Tochter geschieden. Eine zweite kurze Ehe folgte. Nach verschiedenen Jobs in Supermärkten und Warenhäusern wurde sie Aufseherin in einem Frauengefängnis. Bei einem Konzert lernte sie ihren dritten Mann kennen, den sie 1990 im Alter von einundzwanzig Jahren heiratete. Eine Zeit lang wirkte sie als Sängerin in seiner Band mit. Die dritte Ehe, aus der zwei Töchter hervorgingen, hielt acht Jahre.

## Karriere
Ab Mitte der 1990er Jahre verbrachte sie mehr und mehr Zeit in Nashville. Einige Demo-Bänder gelangten in die Hände des Produzenten Jerry Taylor, der sie 1999 für das Asylum-Label unter Vertrag nahm. Im gleichen Jahr erschien ihr erstes Album, für das sie mehrere Songs als Co-Autorin beisteuerte. Wenig später trat sie erstmals in der Grand Ole Opry auf, wo sie mit ihrer ausdrucksstarken Stimme das Publikum beeindruckte.
2001 erschien ihr zweites Album, A Woman’s Heart, aus dem mit Go Back die einzige Single ausgekoppelt wurde, die sich in der Hitparade platzieren konnte. Trotz ihres blendenden Aussehens und ihrer gesanglichen Qualitäten blieben die Verkaufszahlen ihrer CDs enttäuschend. Zum Teil war das auf die mangelhafte Promotion des Labels zurückzuführen.
Ende 2001 heiratete Chalee Tennison den Gitarristen ihrer Begleitband. Es war ihre vierte Ehe. Sie wechselte die Schallplattenfirma und veröffentlichte 2003 ihr drittes Album, Parading In The Rain. Nach erneut unbefriedigenden Verkaufszahlen verlor sie bald darauf auch hier ihren Schallplattenvertrag.

## Diskografie
- 1999 – Chalee Tennison (Asylum)
- 2000 – A Woman’s Heart (Asylum)
- 2003 – Parading In The Rain (Dreamworks)